# 주주바란드
《주주바란드》(브라질 포르투갈어: Zuzubalândia)는 2018년 5월 25일부터 부메랑에서 방영된 브라질의 텔레비전 애니메이션이다.

## 등장인물
- 주주(포르투갈어: Zuzu, 성우: 다니엘 코스타): 카툰의 주인공, 꿀벌 소녀.
- 브리가데이루(포르투갈어: Brigadeiro, 성우: 후고 피치 네토): 흑인 남자.
- 라리카오(포르투갈어: Laricão, 성우: 에두아르도 자르딤): 브리가데이루의 가장 친한 친구.
- 피포카(포르투갈어: Pipoca, 성우: 루이자 포르투): 주주의 가장 친한 친구.
- 서스피로(포르투갈어: Suspiro, 성우: 후고 피치 네토): 10세의 소년.
- 가르피데아(포르투갈어: Garfídea, 성우: 브루나 게린): 보라 거미.
- 패스트 푸드(포르투갈어: Fast Food, 성우: 다니엘 코스타): 헤이 아페티테의 조수.
- 마리아 모레(포르투갈어: Maria Mole, 성우: 브루나 게린): 게으른 소녀.
- 헤이 아페티테(포르투갈어: Rei Apetite, 성우: 후고 피치 네토): 주주바란드의 국왕.
- 스시로코(포르투갈어: Sushiroco, 성우: 에두아르도 자르딤): 일본 셰프.
- 브룩샤(포르투갈어: Bruxa, 성우: 안토니엘라 칸토): 카툰의 악당.